# Sertularella robustoides
Sertularella robustoides är en nässeldjursart som beskrevs av Nicolaas `Claas' Mulder och Trebilcock 1915. Sertularella robustoides ingår i släktet Sertularella och familjen Sertulariidae. Inga underarter finns listade i Catalogue of Life.